# Iso Grifo
Iso Grifo – sportowy samochód osobowy produkowany przez włoskie przedsiębiorstwo motoryzacyjne Iso w latach 1969-1974.
Iso Grifo to dwumiejscowe coupe z podwoziem z Iso Rivolta IR 300. Zaprezentowano je na targach motoryzacyjnych w Genewie w 1962 roku.

## Dane techniczne Iso Grifo GL400

### Silnik
- Chevrolet V8 OHV -  454 cui (7.4 L) ; 427 cui (7 L) ; 327 cui (5.4 L)
- Układ zasilania: czterogardzielowy gaźnik Holleya[1]
- Stopień sprężania: b.d.
- Moc maksymalna: 300 – 435 KM
- Maksymalny moment obrotowy: b.d.

### Osiągi
- Przyspieszenie 0-80 km/h: b.d.
- Przyspieszenie 0–100 km/h: b.d.

### Podsumowanie
W sumie wyprodukowano 322 egzemplarze serii I oraz 72 serii II co daje łącznie 443 egzemplarze wszystkich serii, 90 z nich wyposażono w silnik 7-litrowy. Najrzadsze są egzemplarze drugiej serii z 5-stopniową skrzynią manualną (23 sztuki) oraz egzemplarze w wersji targa (4 sztuki). Były pracownik Iso Roberto Negri, otworzył firmę zajmującą się odbudową tego modelu, znajduje się ona w Clusone. Na całym świecie istnieje globalna społeczność właścicieli modelu Grifo, organizują oni spotkania kilka razy do roku. Niewielka liczba egzemplarzy czyni z tego modelu gratkę dla kolekcjonerów